# Kreisgericht Borken
Das Kreisgericht Borken war von 1849 bis 1875 ein preußisches Kreisgericht mit Sitz in Borken.

## Geschichte
In Borken bestand zwischen 1815 und 1949 das Land- und Stadtgericht Borken als Eingangsgericht. Die „Verordnung über die Aufhebung der Privatgerichtsbarkeit und des eximierten Gerichtsstandes sowie über die anderweitige Organisation der Gerichte“ vom 2. Januar 1849 hob die Patrimonialgerichtsbarkeit auf. Gleichzeitig wurde das Appellationsgericht Münster geschaffen, dem Kreisgerichte, darunter das Kreisgericht Borken zugeordnet waren. Sein Sprengel umfasste den Kreis Borken mit den Städten Anholt, Bocholt und Borken. Der Sprengel umfasste 41.330 Gerichtseingesessene. Das zuständige Schwurgericht war das Kreisgericht Münster. Eine Gerichtsdeputation bestand in Bocholt. Gerichtstage wurden in Anholt und Groß-Recken gehalten. Am Gericht waren ein Direktor und 6 Kreisrichter beschäftigt.

## Gerichtskommission Borken
Zum 1. Januar 1876 wurde das Kreisgericht Borken aufgehoben und als ständige Gerichtsdeputation dem Kreisgericht Coesfeld zugeordnet. Das Sitz des Kreisgerichtes und dann der Gerichtskommission war das Rathaus von Borken.
Mit den Reichsjustizgesetzen wurden die Gerichte im Deutschen Reich vereinheitlicht. Die Gerichtskommission Borken wurde 1879 mit dem Kreisgericht Coesfeld aufgehoben. Neu eingerichtet wurde nun das Amtsgericht Borken im Bezirk des Landgerichtes Münster.

## Gerichtsdeputation Bocholt
Die Gerichtsdeputation Bocholt war für den Sprengel des ehemaligen Land- und Stadtgerichtes Bocholt zuständig. Zum 1. Januar 1876 wurde sie dem Kreisgericht Coesfeld zugeordnet.

## Richter

### Direktoren
- Heitmann (1849–1858)
- Schmidt (1858–1879)

### Kreisgerichtsräte
- Wenner (1849–1869)
- Callenberg (1849–1851)
- Röer (1849/50)
- Braunstein (1849–1873)
- Rotering (1849–1864)
- Reigers (1849–1875)
- Caspers (1864–1869)
- Kayser (1869–1875)
- Boele (1869–1875)
- Zurnloh (1874/1875)

### Kreisrichter bzw. Kreisgerichtsräte der Kreisgerichtsdeputation Borken
- Kayser (1876–1879)
- Alffers Dirigent (1876–1879)

### Kreisrichter bzw. Kreisgericbtsräte der Kreisgerichtsdeputation Bocholt
- Steiner (1849–1867)
- Wernekinck (1849–1858)
- Sarazin (1859–1875)
- Knappmeyer (1867–1879)[5]